# Attentats du 28 novembre 2002 à Mombasa
Les attentats du 28 novembre 2002 à Mombasa se réfèrent à des attaques terroristes sur un hôtel appartenant à des Israéliens et un avion appartenant à une compagnie aérienne israélienne à Mombasa, au Kenya. Un véhicule tout-terrain s'est écrasé contre une barrière devant l'Hôtel Paradise et se fait exploser, tuant 13 personnes et en blessant 80. Dans le même temps, les attaquants ont tiré deux missiles sol-air courte portée sur un avion de ligne charter d'une compagnie aérienne israélien. Le Paradise Hôtel est le seul hôtel appartenant à des Israéliens dans la région de Mombasa.

## Les attaques

### Explosion de l'hôtel Paradise
L'explosion s'est produite la veille de Hanukkah, juste après l'enregistrement d'une soixantaine de visiteurs dans l'hôtel, tous originaires d'Israël. Treize personnes ont été tuées et quatre vingt blessées. Dix Kényans sont morts dans l'attaque ainsi que trois Israéliens, dont deux enfants. Neuf des victimes étaient des danseurs qui accueillaient les clients. Dans une mission de sauvetage qui eut lieu la nuit suivante, quatre avions Hercules de force aérienne israéliene ont été envoyés à Mombasa pour évacuer les morts et les blessés.

### Attaque de l'avion d'Arkia

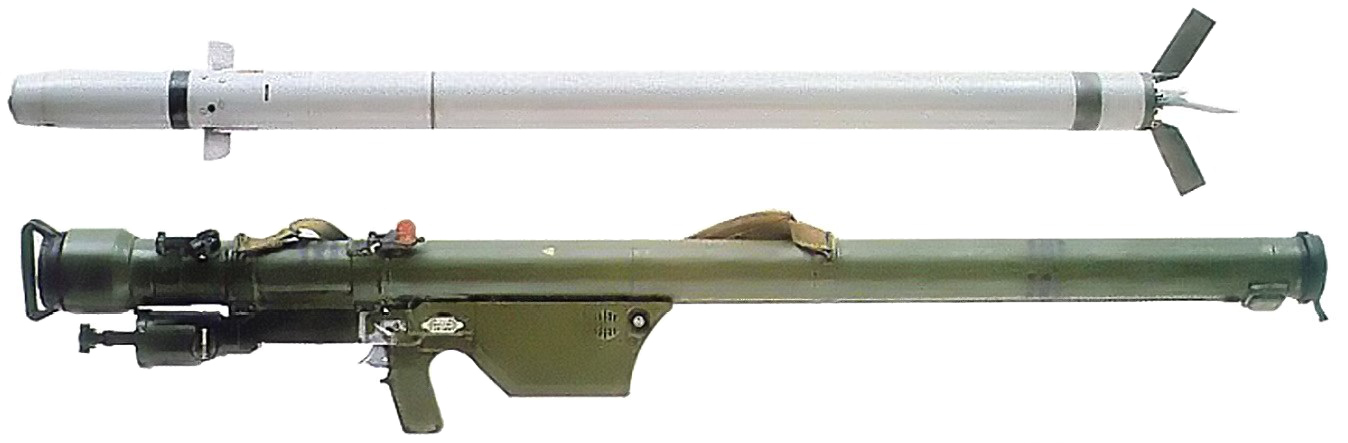
Deux Strela 2 ont été tirés au cours du décollage, mais ils ont raté l'avion

Presque simultanément, deux Strela 2 (SA-7) ont été tirés sur un Boeing 757 détenu par la compagnie israélienne Arkia. L'avion décollait de l'Aéroport international de Mombasa. La police kényane a découvert un tube lanceur et deux missiles dans la région de Mombasa, à environ deux km de l'aéroport. Les pilotes ont d'abord pensé réaliser un atterrissage d'urgence à Nairobi après avoir vu passer les deux missiles, mais ont ensuite décidé de continuer jusqu'en Israël. L'avion a atterri à l'Aéroport Ben Gourion à Tel-Aviv près de cinq heures plus tard, escorté par des F-15. À la suite de l'attaque, tous les vols en provenance d'Israël au Kenya ont été annulés provisoirement.

## Auteurs
Le cheikh Omar Bakri Mohammed, chef de file de l'organisation islamique Al Muhajiroun basée à Londres, a déclaré que des avertissements sont apparus sur l'Internet. "Des groupes de militants qui ont des sympathies avec Al-Qaïda, ont averti il y a une semaine qu'il y aurait une attaque sur le Kenya et ils ont mentionné les Israéliens". Initialement, le porte-parole du gouvernement israélien a nié qu'un tel avertissement avait été reçu. Mais quatre jours après l'explosion, le brigadier-général Yossi Kuperwasser a admis que les renseignements militaires israéliens étaient au courant d'une menace au Kenya, mais qu'elle n'était pas assez précise. Ancien du Mossad, le chef Danny Yatom a adopté une ligne similaire, disant qu'Israël reçoit tellement de menaces qu'elles n'ont pas été prises au sérieux.
Au Liban, un groupe inconnu appelé "l'Armée de terre de la Palestine" a dit qu'il a effectué ces attaques et a annoncé qu'il voulait que le monde entende la "voix des réfugiés". Cette date correspond aussi selon eux au 55e anniversaire de la partition de la Palestine,.

## Réactions internationales
- Organisation des Nations unies – Le Conseil de sécurité des Nations unies a adopté la Résolution 1450  pour condamner les attentats. La Syrie a été la seule à s'opposer à la résolution.
- Israël – Le ministre des Affaires étrangères israélien Benyamin Netanyahou a qualifié les attaques d'une "grave escalade de la terreur contre Israël"[6].
- Kenya – Le gouvernement kényan a décrit ces attaques comme "l'absurdité du terrorisme" contre les intérêts israéliens. Il a également condamné les auteurs pour l'utilisation du sol kényan pour mener à bien leurs activités[7].
- Royaume-Uni – Le ministre des Affaires étrangères, Jack Straw, a exprimé sa condamnation totale d'un attentat-suicide sur un hôtel israélien au Kenya[8].
- États-Unis – Le Secrétaire d’État Colin Powell a déclaré: "Nous condamnons dans les termes les plus forts l'horrible attentat terroriste à la bombe, plus tôt aujourd'hui dans l'Hôtel Paradise près de Mombasa au Kenya, qui a tué au moins onze personnes et blessés des dizaines de personnes."[9]